# Ковтунов, Фёдор Трофимович
Фёдор Трофимович Ковтунов (6 августа 1896, Ахалцихе, Тифлисская губерния, Российская империя — 31 октября 1968, Москва, СССР) — советский военачальник, генерал-майор (20.04.1945).

## Биография
Родился 6 августа 1896 года в городе Ахалцихе (ныне — Грузия).  Русский. В 1911 году окончил в городе Гори высшее начальное училище и с августа 1912 года работал помощником  секретаря городского суда.

### Военная служба

#### Первая мировая война и революция
В августе 1915 года был мобилизован на военную службу и направлен в 218-й запасной пехотный полк в город Тифлис, а через месяц командирован юнкером в 3-ю Тифлисскую школу прапорщиков. После окончания ее в феврале 1916 года был назначен младшим офицером в прежний 218-й запасной пехотный полк. Через месяц направлен на Кавказский фронт, где полуротным командиром и командиром пулеметной роты воевал в 5-й армии в составе 505-го пехотного Староконстантиновского полка 127-й пехотной дивизии. В апреле 1918 года демобилизован в чине поручика и, вернувшись на родину, с августа работал заведующим отделом учета рабочей силы на шерстяной фабрике Стукена в Тифлисе.

#### Гражданская война
В Гражданскую войну «за сочувствие большевикам» был выслан меньшевистским правительством за пределы Грузии, а в конце ноября 1919 года мобилизован в деникинскую армию и назначен младшим офицером в Апшеронский полк (г. Порт-Петровск). В боях против частей РККА не участвовал. 
С февраля по апрель 1920 года проходил проверку при особом отделе 11-й армии как служивший в белой армии и затем направлен вглубь России. Прибыв в город Рязань, был призван в РККА и назначен делопроизводителем мобилизационной части губернского военкомата.

#### Межвоенные годы
С марта 1921 года служил старшим письмоводителем, командиром отделения, делопроизводителем и командиром взвода в школе младшего комсостава при 17-й Нижегородской стрелковой дивизии МВО в городе Рязань. В марте 1924 года переведен в 49-й стрелковый полк, где исполнял должности командира взвода, помощником командира и командира роты, помощником начальника штаба полка. С марта 1935 года командовал батальоном в 250-м стрелковом полку 84-й стрелковой дивизии в городе Белёв. С 1937 года по март 1938 года временно исполнял обязанности командира, а с апреля 1939 года — начальника штаба этого полка. В августе назначен начальником 1-го (оперативного) отделения штаба 10-й стрелковой дивизии, а в октябре переведен на ту же должность в 144-ю стрелковую дивизию в городе Владимир. С 15 ноября служил в штабе округа начальником 1-го отделения 2-го отдела (боевой подготовки). С мая 1940 года исполнял должность для поручений и помощника начальника специальной группы Военного совета МВО. 30 августа 1940 года назначен начальником 1-й (оперативной) части штаба 110-й стрелковой дивизии в городе Тула.

#### Великая Отечественная война
С началом войны дивизия входила в 20-ю армию резерва ВГК. 2 июля 1941 года она прибыла на Западный фронт, а с 13 июля передана 13-й армии и в составе войск Западного и Центрального (с 27 июля) фронтов участвовала с ней в Смоленском сражении. С августа по ноябрь 1941 года полковник  Ковтунов находился в окружении, выходя к своим, прошёл проверку и затем состоял в распоряжении Военного совета Западного фронта. 22 января 1942 года он назначен начальником штаба 238-й стрелковой дивизии. Участвовал с ней в Ржевско-Вяземской наступательной операции на юхновском направлении. 26 января ее части вышли к реке Угра, затем в течение марта — апреля 1942 года в трудных условиях половодья вели бои по захвату плацдарма на противоположном берегу реки. За образцовое выполнение заданий командования Указом ПВС СССР от  3 мая 1942 года дивизия была награждена орденом Красного Знамени, а 24 мая — преобразована в 30-ю гвардейскую. В последующем до 8 августа она занималась сооружением тылового армейского рубежа в районе Юхнова, после чего была включена в 33-ю армию и в начале октября передислоцирована в район Грязи Можайского района. С 12 ноября дивизия входила в 5-ю, затем в 20-ю армии Западного фронта. С 20 февраля 1943 года она была подчинена 31-й армии и участвовала с ней в Ржевско-Вяземской наступательной операции, в освобождении города Сычёвка. С 1 мая дивизия перешла в подчинение 10-й гвардейской армии и с 4 августа участвовала с ней в Смоленской, Спас-Демянской, Ельнинско-Дорогобужской наступательных операциях. В ходе последней с 31 августа полковник  Ковтунов вступил в должность заместителя командира дивизии. 
19 октября 1943 года  был назначен на должность командира  88-й стрелковой дивизией. До 23 июня 1944 года дивизия находилась в обороне, затем участвовала в Белорусской, Витебско-Оршанской, Минской, Вильнюсской и Каунасской наступательных операциях. Ее части 27 июня овладели городом Орша, 1 июля форсировали реку Березина и вышли на магистраль Москва — Минск. 14 июля они на плечах отступающего противника ворвались в г. Друскининкай и к исходу дня полностью овладели им. На следующий день дивизия форсировала р. Неман и в дальнейшем вела бои за удержание и расширение захваченного плацдарма. С 8 августа она перешла к обороне, а 31 августа была выведена в резерв 31-й армии. За отличия в боях при прорыве Витебского УРа противника южнее города Витебск и на оршанском направлении приказом ВГК от 2 июля 1944 года дивизии было присвоено наименование «Витебская», а за освобождение Минска она награждена орденом Красного Знамени (23.7.1944). В октябре дивизия успешно действовала в Гумбиненской наступательной операции, в ходе которой 18 октября вторглась в пределы Восточной Пруссии. Указом ПВС СССР от 14 ноября 1944 года она была награждена орденом Суворова 2-й ст. В ходе этой операции 27 октября полковник  Ковтунов был ранен. С 22 декабря 1944 года по 29 января 1945 года находился на лечении в госпитале, затем зачислен слушателем в Высшую военную академию им. К. Е. Ворошилова. 
За время войны комдив Ковтунов был шесть  раз упомянут в благодарственных в приказах Верховного Главнокомандующего.

#### Послевоенное время
После войны  генерал-майор  Ковтунов окончил ускоренный курс академии и направлен на преподавательскую работу в Военную академию им. М. В. Фрунзе. В ее составе занимал должности старшего преподавателя кафедры общей тактики, старшего преподавателя по оперативно-тактической подготовке 3-го курса, старшего преподавателя по оперативно-тактической подготовке и тактического руководителя учебной группы основного факультета, зам. начальника по учебной работе и врид начальника 2-го курса, начальника курса основного и 3-го факультетов. 6 марта 1959 года уволен гвардии генерал-майор Ковтунов в отставку по болезни.
Умер  31 октября 1968 года.  Похоронен на Ваганьковском кладбище в Москве.

## Награды
- орден Ленина (30.04.1945)[7][8]
- два ордена Красного Знамени (03.11.1944[9][8], 02.09.1950[10][8])
- орден Суворова II степени (29.06.1945)[11]
- орден Кутузова II степени ( 03.07.1944)[12]
- орден Отечественной войны II степени (30.03.1943)[13]
- орден Красной Звезды (09.08.1941)[14]
  - медали в том числе:
  - «За оборону Москвы» (10.08.1944)[15]
  - «За победу над Германией в Великой Отечественной войне 1941—1945 гг.» (23.06.1945)[16]

Приказы (благодарности) Верховного Главнокомандующего в которых отмечен Ф. Т. Ковтунов.
- За овладение городом и оперативно важным железнодорожным узлом Орша — мощным бастионом обороны немцев, прикрывающим минское направление. 27 июня 1944 года. № 121.
- За форсирование реки Березина, и овладение штурмом городом и крупным узлом коммуникаций Борисов — важным опорным пунктом обороны немцев, прикрывающим подступы к Минску. 1 июля 1944 года. № 126.
- За овладение штурмом столицей Советской Белоруссии городом Минск – важнейшим стратегическим узлом обороны немцев на западном направлении. 3 июля 1944 года. № 128.
- За овладение городом Лида — крупным железнодорожным узлом и важным опорным пунктом обороны немцев на гродненском направлении. 9 июля 1944 года. № 133.
- За форсирование реки Неман, прорыв сильно укрепленной обороны противника на западном берегу и овладение городом и крупной железнодорожной станцией Мариамполь, а так же важными узлами коммуникаций Пильвишки, Шостаков, Сейны. 31 июля 1944 года № 160.
- За прорыв долговременной, глубоко эшелонированной обороны немцев, прикрывавшей границы Восточной Пруссии, вторжение в пределы Восточной Пруссии и овладение мощными опорными пунктами обороны противника — Ширвиндт, Наумиестис (Владиславов), Виллюнен, Вирбалис (Вержболово), Кибартай (Кибарты), Эйдткунен, Шталлупёнен, Миллюнен, Вальтеркемен, Пиллюпёнен, Виштынец, Мелькемен, Роминтен, Гросс Роминтен, Вижайны, Шитткемен, Пшеросьль, Гольдап, Филипув, Сувалки. 23 октября 1944 года. № 203.